# Анге Патяй
Анге Патяй (ерз. Анге — ім'я, Патяй — старша сестра, тітка) — мати богів, покровителька любові, шлюбу, дітонародження в ерзянській традиційній релігії.
Анге Патяй — дружина Чіпаза (Шкая). З'явилася з яйця, розчавленого ногою. Згідно Теогонії, відтвореної П. С. Мельниковим і В. Майновим, усі ерзянські божества, крім верховного бога, походять від Анге Патяй, при цьому сама богиня залишалася незайманою.
У повір'ях ерзя Анге Патяй живе на небі і на землі. На небі, за хмарами, в її чудовому будинку зберігаються душі ще ненароджених дітей, зародки різних тварин, насіння рослин, які вона проливає на землю у вигляді роси, дощу, снігу і туману.
Образ її багатоликий. На небі Анге Патяй молода і прекрасна. Спускаючись на землю, приймає вигляд старої горбатої жінки, іноді білосніжної голубки або великого золотохвостого птаха, з золотого дзьоба, якої по луках і полях розсипаються зерна.
Вважається також покровителькою прях, і сама — найкраща пряха. У вільний час на срібному гребені золотим веретеном пряде з льону пряжу на сорочки дітям-богам. Восени, коли в полях видно павутину, ерзя кажуть, що це залишки рукоділля їх небесної прядильниці, яка хоче показати, наскільки тонка її робота. Богиня особливо часто і багато боронить плодоносні рослини і тварини (просо і льон, що дають багатий врожай насіння; береза, здатна швидко розмножуватися; цибуля і часник, яким вона надала лікувальні властивості; кури, свині, вівці).
Подібне тлумачення образу Анге Патяй і ймовірність її присутності в ерзянській міфології не поділяли І. М. Смирнов, М. Є. Євсев'єв, У. Харва, Н. Ф. Мокшин. Дослідники Т. П. Девяткіна і Г. А. Корнішина впевнені в існуванні такого божества у ерзян. За відомостями Дев'яткиної, ім'я Анге Патяй збереглося у мокші Ковилкінського району; Корнішина зазначає, що подібна богиня (Мерь куго юмо аваж) — прародителька всіх богів — була й у марійців. Можна припускати, що Анге Патяй могла з'явитися в пантеоні в період змін у соціально-економічній структурі суспільства. Можливо, на відміну від Верховного бога її образ сформувався не шляхом накладення на будь-яке одне з наявних у ерзян божеств, а увібрав в себе частину функцій декількох духів-покровителів. Анге Патяй могла запозичувати їх у Ведяви й Масторави, тому що теж боронила шлюб та дітородіння. Цю думку підкріплює те, що моління в честь Анге Патяй проводилися переважно біля води. Подальша трансформація образу Анге Патяй пов'язана з християнізацією ерзян, що сприяла підміні її образом Богородиці.